# Euphaea masoni
Euphaea masoni là loài chuồn chuồn trong họ Euphaeidae (Epallagidae). Loài này được Selys mô tả khoa học đầu tiên năm 1879.

## Hình ảnh

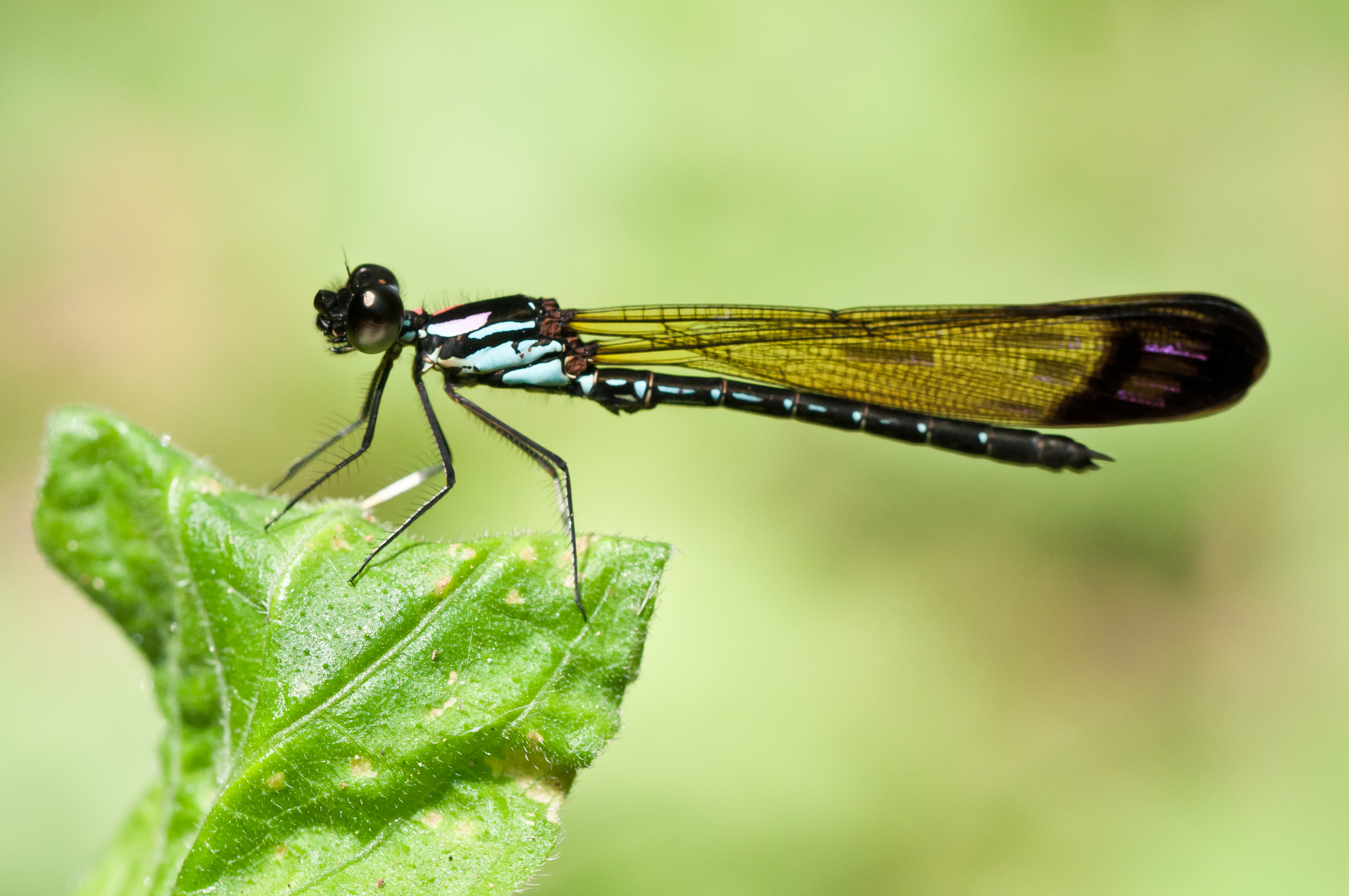
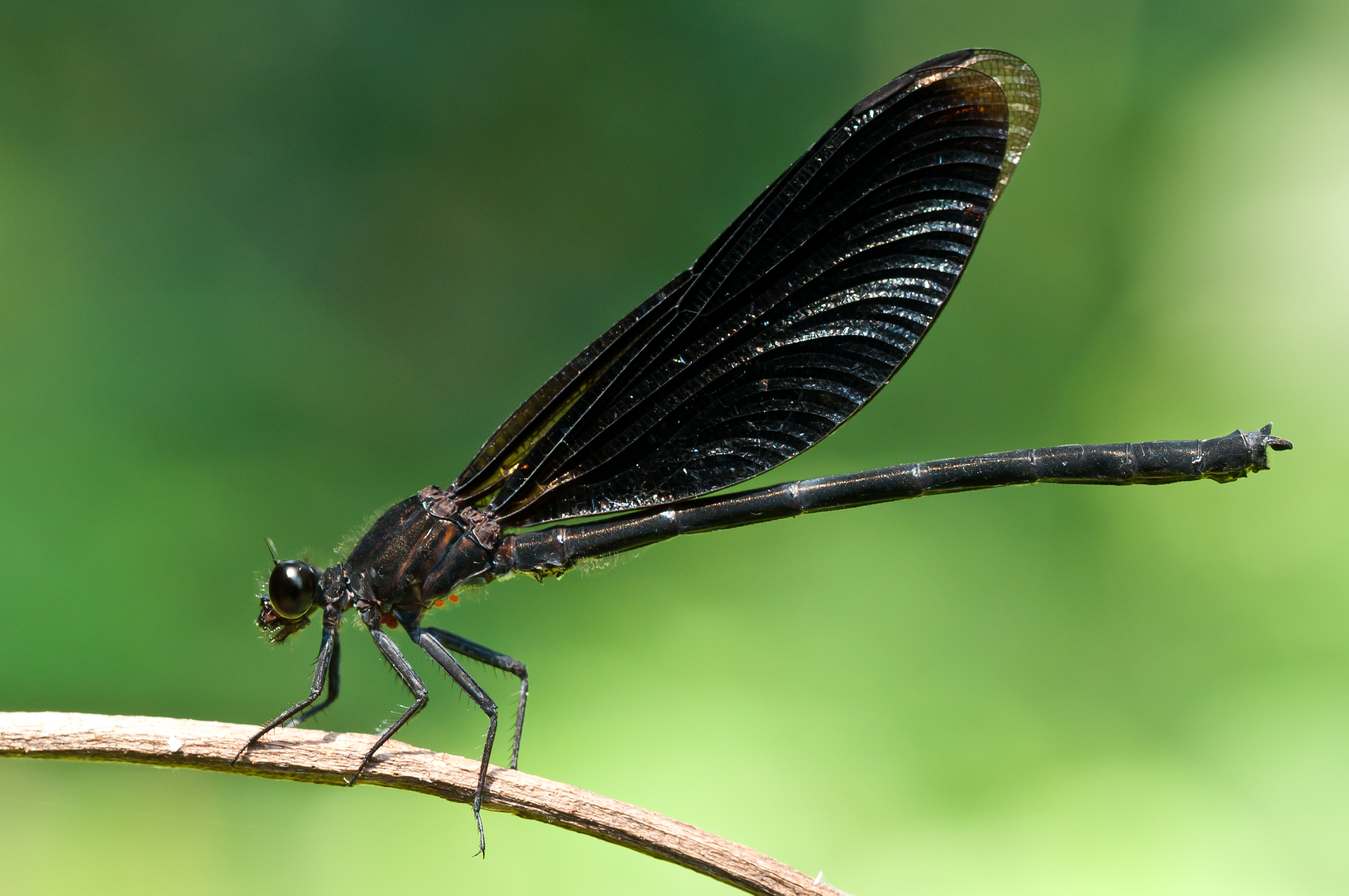